# غاري فيكتور
غاري فيكتور (بالفرنسية: Gary Victor)‏ هو كاتب مسرحي وصحفي وكاتب سيناريو وسياسي هايتي، ولد في 9 يوليو 1958 في بورت أو برانس في هايتي.